# Frankenwall 12 (Stralsund)
Das Gebäude mit der postalischen Adresse Frankenwall 12 in Stralsund ist ein denkmalgeschütztes Bauwerk in der Straße Frankenwall.

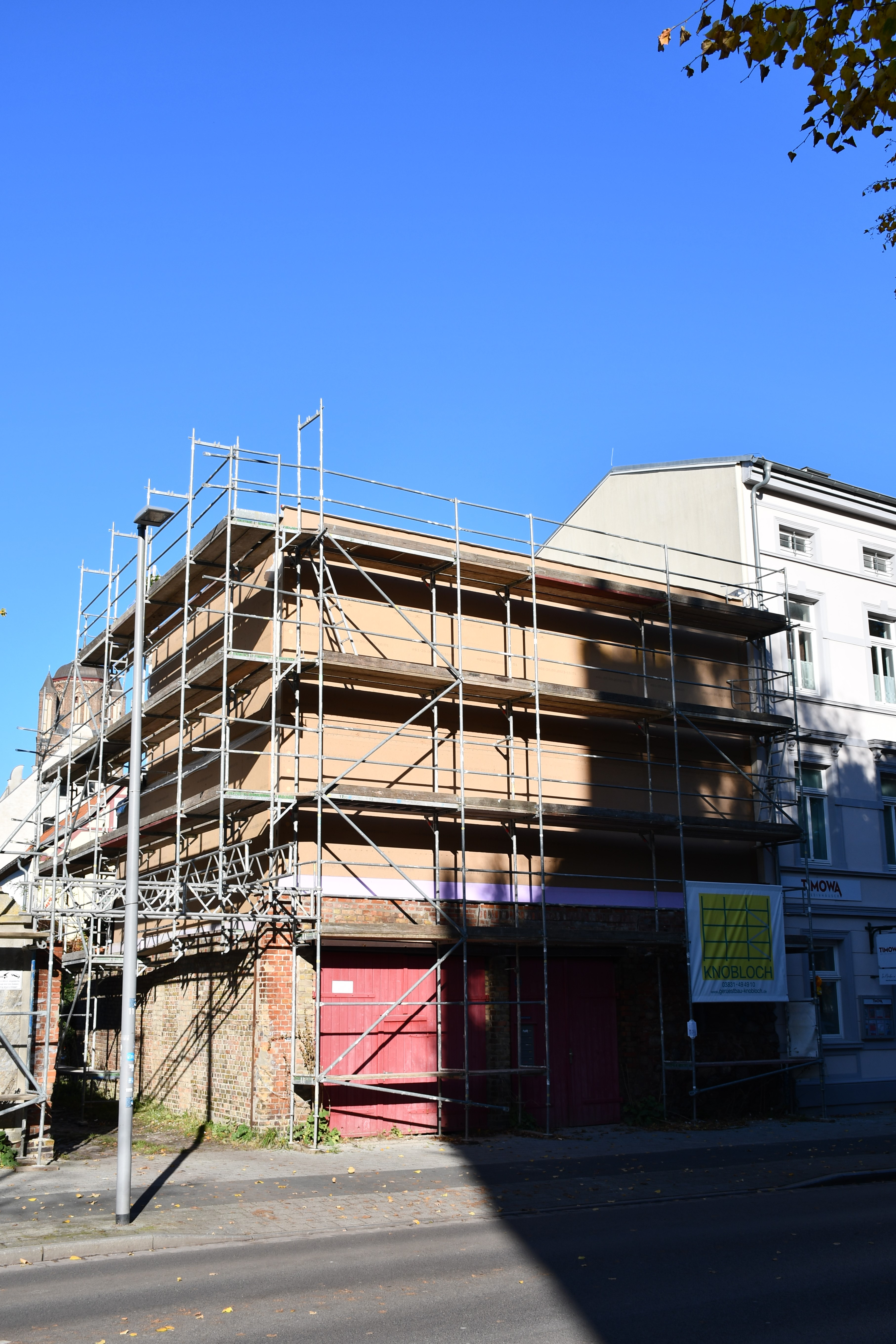
Frankenwall 12 (2023)

Der zweigeschossige Speicher wurde wohl im 18. Jahrhundert unter Einbeziehung eines mittelalterlichen Mauerwerks in seiner heutigen Form gebaut. Das zum großen Teil aus Backstein errichtete Gebäude weist im Erdgeschoss Feldsteine auf, das zweiachsige Zwerchhaus sowie die Seitengiebel sind in Fachwerk errichtet worden.
Das Haus im Kerngebiet des von der UNESCO als Weltkulturerbe anerkannten Stadtgebietes des Kulturgutes „Historische Altstädte Stralsund und Wismar“ ist in die Liste der Baudenkmale in Stralsund eingetragen.